# Dußlingen
Dußlingen è un comune tedesco di 6 355 abitanti,, situato nel land del Baden-Württemberg.